# 海尔纳德考克
海尔纳德考克，是匈牙利包尔绍德-奥包乌伊-曾普伦州所辖的一个村。总面积10.90平方公里，总人口1663，人口密度152.6人/平方公里（2011年1月1日）。